# Neue Zeit (Graz)
Die Neue Zeit war von 1945 bis 2001 die sozialdemokratische Tageszeitung der Steiermark. Sie trat das Erbe des 1890 bis 1934 bestehenden Blattes Arbeiterwille an. Seit 2020 erscheint sie erneut als Onlinemedium.

## Geschichte
Die Neue Zeit erschien erstmals am 27. Oktober 1945 als Wochenzeitung. Seit 1. Jänner 1946 war sie als Tageszeitung auf dem Markt. Die letzte Ausgabe stammt vom 29. April 2001.
Die Neue Zeit, kurz NZ, war vom allgemeinen Niedergang der Parteipresse in Österreich in den 1960er und 1970er Jahren betroffen, dem beispielsweise auch das steirische ÖVP-Blatt Südost-Tagespost 1987 zum Opfer fiel. Es gelang der NZ aber, sich zu Ende der 1980er-Jahre aus ihrer engen Abhängigkeit von der SPÖ zu lösen. Das im Juli 1987 gestartete Experiment als unabhängige linksliberale Zeitung im Eigentum der Mitarbeiter funktionierte kurzfristig recht gut (1991 betrug die Auflage etwa 70.000 Exemplare). Die NZ überlebte das Zentralorgan der SPÖ, die Arbeiter-Zeitung, um immerhin etwa 10 Jahre, scheiterte aber letztlich auch an den ökonomischen Realitäten. Laut einer Pressemitteilung des Verbandes österreichischer Zeitungen eröffnete am 11. April 2001 das Landesgericht Graz den Konkurs über die Tageszeitung. Der Alpenländische Kreditorenverband vermerkte dazu: „Nachdem zuletzt die Presseförderung auf Bundesebene gekürzt und auf Landesebene gestrichen wurde, fehlte dem Unternehmen bereits seit geraumer Zeit jegliche Liquidität. Erschwerend kamen rückläufige Verkaufszahlen hinzu, wobei die 'Neue Zeit' zuletzt über ca. 16.000 Abonnenten und ca. 80.000 Leser verfügt haben dürfte.“ Die Erhöhung der Papierpreise und der Posttarife sorgten zusätzlich für finanzielle Belastungen. Durch die schwierige Situation hatten sich zudem beim Personal bedeutende Lohnrückstände angesammelt. Herausgeber und Chefredakteur Josef Riedler versuchte vergeblich, ein weiteres Erscheinen des schon zuvor mehrmals totgesagten Regionalblattes sicherzustellen.

## Wiedereinführung als Online-Medium
Seit Herbst 2020 erscheint die Neue Zeit als neueZeit.at online wieder. Laut Impressum berichtet man schwerpunktmäßig aus den österreichischen Bundesländern. Auf der Webseite finden sich bisher Artikel zu den Bundesländern Steiermark und Wien. Die Leitlinien der Berichterstattung seien „soziale Gerechtigkeit, Gleichberechtigung sowie Schutz aller Menschen und ihrer Umwelt“. Die Online-Zeitung befindet sich im Besitz der Leykam Medien AG, die wiederum zu 79,92 über die Firma Spectro im Eigentum der SPÖ Steiermark steht. Außer dem Namen hat die Online-Publikation weder personell noch von der Blattlinie her etwas mit dem ehemaligen Printprodukt zu tun.

## Redakteure und Mitarbeiter
- Atha Athanasiadis, später Chefredakteur von NEWS
- Heinz Brantl, Wahlkampfstratege und linksliberaler Vordenker der SPÖ
- Johannes Frankfurter, Musikwissenschaftler und Kritiker
- Hans Hellmer, Kulturredakteur
- Günther Horvatek, späterer Politiker und steirischer Landtagsabgeordneter, war von 1963 bis 1975 Reporter und freier Mitarbeiter
- Harald Kaufmann[4], Musikforscher und Kritiker
- Dietmar Polaczek, Komponist und später Italien-Kulturkorrespondent der Frankfurter Allgemeine Zeitung
- Günther Nenning, Publizist und Bürgerrechtler
- Gerhard Roth, Schriftsteller, arbeitete in seiner Jugend langjährig für das Blatt
- Josef Riedler, Chefredakteur ab den 1970er Jahren
- Alfred Seebacher-Mesaritsch, Redakteur, Schriftsteller, Lokalhistoriker